# Luke Woodland
Luke Woodland (Abu Dhabi, 21 luglio 1995) è un calciatore filippino con cittadinanza britannica, centrocampista svincolato.
In possesso della doppia cittadinanza, prima di rappresentare la nazionale filippina ha fatto parte delle selezioni giovanili dell'Inghilterra tra il 2010 ed il 2012. Nel 2015 ha scelto di rappresentare definitivamente le Filippine.

## Biografia
Woodland è nato ad Abu Dhabi, da padre inglese e madre filippina, originaria di Talisay, Camarines Norte.

## Carriera

### Club
Ha giocato per varie stagioni nelle serie minori inglesi, senza però mai trovare vera continuità di impiego e cambiando frequentemente club: tra il 
2013 ed il 2017, comprendendo anche i prestiti, gioca infatti 16 partite totali di campionati con sette diversi club, compresi tra la terza e la sesta divisione. Successivamente ha giocato nella prima divisione thailandese ed in quella malese.

### Nazionale
Tra il 2010 ed il 2012, Woodland ha giocato per le giovanili della Nazionale inglese, disputando un totale di 11 partite per l'Under-16, l'Under-17 e l'Under-18.
Nel marzo 2015, la Philippine Football Federation lo ha invitato a prendere parte al ritiro della Nazionale filippina a Bahrain tra il 23 ed il 30 dello stesso mese. Tuttavia, non ha partecipato al ritiro per via di impegni con il suo club, l'Oldham Athletic. Due mesi dopo, è stato convocato dal commissario tecnico Thomas Dooley per la seconda fase delle qualificazioni al Qualificazioni al campionato mondiale di calcio 2018. Prima del suo debutto, ha affermato di aver tratto ispirazione dalle gesta dei compagni di squadra Robert Gier e Phil Younghusband, entrambi anglo-filippini come lui. Non è riuscito a partecipare alla partita dell'11 giugno contro il Bahrain per via di un ritardo nell'ottenimento dell'autorizzazione.
Ha esordito ufficialmente per la Nazionale filippina il 16 giugno 2015, giocando tutti i 90 minuti di gara in una vittoria per 2-0 contro lo Yemen. All'età di 19 anni diventa così il più giovane membro degli Azkals.

## Statistiche

### Cronologia presenze e reti in nazionale
| Cronologia completa delle presenze e delle reti in nazionale ― Filippine | Cronologia completa delle presenze e delle reti in nazionale ― Filippine | Cronologia completa delle presenze e delle reti in nazionale ― Filippine | Cronologia completa delle presenze e delle reti in nazionale ― Filippine | Cronologia completa delle presenze e delle reti in nazionale ― Filippine | Cronologia completa delle presenze e delle reti in nazionale ― Filippine | Cronologia completa delle presenze e delle reti in nazionale ― Filippine | Cronologia completa delle presenze e delle reti in nazionale ― Filippine |
| Data                                                                     | Città                                                                    | In casa                                                                  | Risultato                                                                | Ospiti                                                                   | Competizione                                                             | Reti                                                                     | Note                                                                     |
| ------------------------------------------------------------------------ | ------------------------------------------------------------------------ | ------------------------------------------------------------------------ | ------------------------------------------------------------------------ | ------------------------------------------------------------------------ | ------------------------------------------------------------------------ | ------------------------------------------------------------------------ | ------------------------------------------------------------------------ |
| 16-6-2015                                                                | Doha                                                                     | Yemen                                                                    | 0 – 2                                                                    | Filippine                                                                | Qual. Mondiali 2018                                                      | -                                                                        |                                                                          |
| 8-9-2015                                                                 | Bocaue                                                                   | Filippine                                                                | 1 – 5                                                                    | Uzbekistan                                                               | Qual. Mondiali 2018                                                      | -                                                                        | 46’                                                                      |
| 8-10-2015                                                                | Pyongyang                                                                | Corea del Nord                                                           | 0 – 0                                                                    | Filippine                                                                | Qual. Mondiali 2018                                                      | -                                                                        |                                                                          |
| 24-3-2016                                                                | Tashkent                                                                 | Uzbekistan                                                               | 1 – 0                                                                    | Filippine                                                                | Qual. Mondiali 2018                                                      | -                                                                        | 92’                                                                      |
| 29-3-2016                                                                | Manila                                                                   | Filippine                                                                | 3 – 2                                                                    | Corea del Nord                                                           | Qual. Mondiali 2018                                                      | -                                                                        | 11’ 46’                                                                  |
| 7-10-2016                                                                | Manila                                                                   | Filippine                                                                | 1 – 3                                                                    | Bahrein                                                                  | Amichevole                                                               | -                                                                        |                                                                          |
| 10-10-2016                                                               | Manila                                                                   | Filippine                                                                | 1 – 3                                                                    | Corea del Nord                                                           | Amichevole                                                               | -                                                                        |                                                                          |
| 28-3-2017                                                                | Manila                                                                   | Filippine                                                                | 4 – 1                                                                    | Nepal                                                                    | Qual. Coppa d'Asia 2019                                                  | -                                                                        | 75’                                                                      |
| 7-6-2017                                                                 | Guangzhou                                                                | Cina                                                                     | 8 – 1                                                                    | Filippine                                                                | Amichevole                                                               | -                                                                        | 42’                                                                      |
| 13-6-2017                                                                | Dušanbe                                                                  | Tagikistan                                                               | 3 – 4                                                                    | Filippine                                                                | Qual. Coppa d'Asia 2019                                                  | -                                                                        | 77’                                                                      |
| 7-1-2019                                                                 | Dubai                                                                    | Corea del Sud                                                            | 1 – 0                                                                    | Filippine                                                                | Coppa d'Asia 2019 - 1º turno                                             | -                                                                        |                                                                          |
| 11-1-2019                                                                | Abu Dhabi                                                                | Filippine                                                                | 0 – 3                                                                    | Cina                                                                     | Coppa d'Asia 2019 - 1º turno                                             | -                                                                        |                                                                          |
| 16-1-2019                                                                | Dubai                                                                    | Kirghizistan                                                             | 3 – 1                                                                    | Filippine                                                                | Coppa d'Asia 2019 - 1º turno                                             | -                                                                        | 66’                                                                      |
| 7-6-2021                                                                 | Sharja                                                                   | Cina                                                                     | 2 – 0                                                                    | Filippine                                                                | Qual. Mondiali 2022                                                      | -                                                                        | 77’                                                                      |
| 11-6-2021                                                                | Sharjah                                                                  | Filippine                                                                | 3 – 0                                                                    | Guam                                                                     | Qual. Mondiali 2022                                                      | -                                                                        | 41’                                                                      |
| Totale                                                                   |                                                                          | Presenze                                                                 | 15                                                                       |                                                                          | Reti                                                                     | 0                                                                        |                                                                          |